# Coreley
Coreley est une paroisse civile et un village du Shropshire, en Angleterre.